# اکسای، ایسیق‌کول
اکسای (به لاتین: Aksay) یک منطقهٔ مسکونی در قرقیزستان است که در استان ایسیق‌کول واقع شده‌است.

## خصوصیات
اکسای ۱٬۸۲۸ متر بالاتر از سطح دریا واقع شده‌است.